# Dampodzolgronden
Een dampodzolgrond is een bodemtype in het Nederlandse systeem van bodemclassificatie dat behoort tot de suborde van de hydropodzolgronden. In deze suborde worden hydromorfe kenmerken hoog in het bodemprofiel waargenomen, wat erop wijst dat ze in het verleden permanent of periodiek met water verzadigd waren.
Dampodzolen zijn gronden met een donker gekleurd zanddek, een minerale eerdlaag, op een dunne (< 40 cm) moerige laag (veenlaag) met daaronder zand waarin zich een humuspodzol heeft ontwikkeld.
De eerdlaag heeft doorgaans een dikte van 20–25 cm. De tussenlaag bestaat meestal uit oud veenmosveen. Tussen het veen en het onderliggende podzolprofiel komt een  gliedelaag voor. Dit is een zwarte, vettige venige laag waarin humus is ingespoeld.
Deze gronden bevinden zich langs de randen van de vroegere hoogveengebieden in de veenkoloniën. Ze werden in het verleden ook wel versleten veenkoloniale grond genoemd.
De naam van de subgroep is afgeleid van het achtervoegsel dam in plaatsnamen als Veendam en Muntendam.
| Horizont | Diepte   | Omschrijving |
| -------- | -------- | --- |
| Ap       | 0–18 cm  | bouwvoor; donkergrijs, humusrijk, leemarm, matig fijn zand                                                                        |
| 2Cw      | 18–30 cm | zeer donker bruin, ingedroogd vast oud veenmosveen                                                                                |
| 3Eb      | 30–45 cm | loodzand; grijs tot lichtgrijs, humusarm, leemarm, matig fijn zand                                                                |
| 3Bhb     | 45–60 cm | inspoelingshorizont; donkerbruin tot bruin, matig humeus, zwak lemig, matig fijn zand, humushuidjes rond zandkorrels, iets verkit |
| 3BC      | > 60 cm  | lichtbruin, humusarm, leemarm, matig fijn zand; met enkele donkere banden                                                         |